# Konkretisierung
Als Konkretisierung (lateinisch concretus, „zusammengewachsen, verdichtet, zusammengesetzt“) bezeichnet man umgangssprachlich einen kognitiven Prozess, bei dem eine vorausgegangene Abstraktion durch genauere Details ersetzt wird.
Konkretisierung geht oft mit der Umsetzung einer zunächst groben, abstrakten Idee in der Handlungsebene einher. Planungen, Entwürfe und Konstruktionen sind zu Beginn etwas Abstraktes und werden durch die Umsetzung zunehmend konkreter.

## Rechtsbegriff

### Allgemeine Bedeutung
Rechtsnormen sind abstrakt und bedürfen der Konkretisierung, bspw. in Verwaltungsakte, um sie anwenden zu können. Die dafür notwendige Auslegung des Gesetzes kann umstritten sein.

### Bedeutung im Schuldrecht
Der Rechtsbegriff Konkretisierung (auch: Konzentration) bezeichnet  einen Vorgang im Schuldrecht, durch welchen eine ursprünglich vorliegende Gattungsschuld oder Vorratsschuld auf eine bestimmte Sache beschränkt wird. Mit Eintritt der Konkretisierung beschränkt sich die Schuld auf die konkretisierte Sache, die ursprüngliche Schuld wird damit zu einer Stückschuld umgewandelt.
Dies dient dem Schutz des Schuldners. Geht die konkretisierte Sache unter, dann ist dem Schuldner die Leistung im Sinne des § 275 Abs. 1 BGB unmöglich. Das heißt, der Gläubiger kann nicht mehr die Leistung einer gleichartigen Sache verlangen. Die Leistungsgefahr ist auf ihn übergegangen. 
Gäbe es die Konkretisierung nicht, müsste der Schuldner beispielsweise beim wiederholten Untergang einer verschickten Sache immer wieder erneut leisten, da die Leistung von Sachen gleicher Art bei der Gattungsschuld weiterhin möglich bleibt, auch wenn eine konkrete Sache untergegangen ist. 
Die Konkretisierung tritt gemäß § 243 Abs. 2 BGB ein, wenn der Schuldner „das zur Leistung einer solchen Sache seinerseits Erforderliche getan“ hat. Wann dies im Einzelnen der Fall ist, hängt von der Art der Schuld ab.
Bei einer Schickschuld tritt die Konkretisierung ein, wenn der Schuldner die Sache in ordnungsgemäßer Weise einer geeigneten Transportperson übergibt. Bei einer Holschuld tritt die Konkretisierung ein, wenn der Schuldner die Sache aussondert und den Gläubiger benachrichtigt, dass diese zur Abholung bereitstehe. Bei einer Bringschuld tritt schließlich die Konkretisierung ein, wenn der Schuldner oder sein Gehilfe die Sache dem Gläubiger an dessen Wohnsitz anbietet.
Ob die Konkretisierung durch Entkonkretisierung wieder aufgehoben werden kann, ist in der Rechtswissenschaft umstritten.